# Mario Gagulić
Mario Gagulić (14. kolovoza 1989.) je hrvatski reprezentativni rukometaš. 

## Životopis
Igrao za Đakovo. 
U Estoniji je 2006. osvojio zlato na europskom prvenstvu igrača do 18 godina, momčad je vodio Irfan Smajlagić, a u toj su momčadi igrali najbolji vratar prvenstva Ivan Pešić, najbolji rukometaš i najbolji srednji vanjski Domagoj Duvnjak, pa Goran Delić, Luka Raković, Ivan Vidaković, Josip Crnić, Manuel Štrlek, Ivan Sever, Dinko Vuleta, Igor Karačić, Dario Herman, Oleg Polanec, Josip Ilić, Hrvoje Tojčić i Dino Rački.
Član srebrne mlade reprezentacije Domagoja Duvnjaka. S mladom reprezentacijom 2007. osvojio je srebro. Hrvatska mlada reprezentacija je za taj uspjeh dobila Nagradu Dražen Petrović. 
Bio je vratar s velikom perspektivom.
2010. ostavio se rukometa. Na nagovor ljudi iz RK Đakovo odlučio se za novi početak nakon što je četiri godine bio izvan rukometa.
Tih godina bio je čudna odnosa prema rukometu, malo je branio, malo nije. 2015. je suigračima bio veliki poticaj, a domaću publiku je oduševljavao obranama, dok je bio neprimjetan na gostovanjima. Za Gagulića se zanimao Varaždin, rukometni klub koji jedini uz RK Dubravu, koji igrački koliko-toliko može nositi se nadmoćnom Zagrebu i Nexeu. parirati neprikosnovenom Zagrebu i Nexe-u, članovima SEHA ligi. Nakon povratka 2014., ljeta 2015. krenule su informacije da se odlučio oprostiti od rukometa.